# Ballophilus fijiensis
Ballophilus fijiensis är en mångfotingart som beskrevs av Chamberlin R. 1920. Ballophilus fijiensis ingår i släktet Ballophilus och familjen Ballophilidae.
Artens utbredningsområde är Fiji. Inga underarter finns listade i Catalogue of Life.